# نادي مونبلييه لكرة اليد
نادي مونبلييه لكرة اليد هو نادي كرة يد في فرنسا تأسس في سنة 1982. تبلغ سعة ملعبه 9000 متفرجا. يلعب في الدوري الفرنسي لكرة اليد.

## أبرز اللاعبين
من أبرز اللاعبين الذين لعبوا معه:
- نيكولا كاراباتيتش
- عصام تاج
- وسام حمام